# Baissunella
Baissunella es un género de foraminífero bentónico de estatus incierto, tal vez un tubo de gusano, aunque fue considerado perteneciente a la familia Ammodiscidae, de la superfamilia Ammodiscoidea, del suborden Ammodiscina y del orden Astrorhizida. Su especie-tipo es Baissunella mirkamalovae. Su rango cronoestratigráfico abarca el Cenomaniense (Cretácico superior).

## Discusión
Clasificaciones previas incluían Baissunella en el suborden Textulariina del orden Textulariida.

## Clasificación
Baissunella incluye a la siguiente especie:
- Baissunella mirkamalovae †